# 頸城村 (新潟県中頸城郡1901年)
頸城村（くびきむら）は、かつて新潟県中頸城郡にあった村。

## 沿革
- 1889年（明治22年）4月1日 - 町村制施行に伴い中頸城郡立崎新田、鵜ノ木新田、川袋新田、下中村新田村、東俣新田、飯田新田、潟口新田村、宮原新田、戸口野新田村、青野新田村、北方新田、宮本新田村、森下新田村、舟津村、榎下新田村、手崎新田、松橋村、松橋新田、城野腰新田、下米岡新田、百間町新田村、諏訪新田村、下千原村、千原新田、五十嵐新田村、島田新田村、榎井村、下中島新田、柿野新田、北福崎新田、上神原新田、下神原新田が合併し、頸城村が発足。
- 1901年（明治34年）11月1日 - 中頸城郡大瀁村、南川村と合併し、大瀁村を新設して消滅。